# 鹿児島第一中学校・高等学校
鹿児島第一中学校・高等学校（かごしまだいいちちゅうがっこう・こうとうがっこう）は、鹿児島県霧島市国分府中にある私立中学校・高等学校。設置者は学校法人都築教育学園。

## 設置形態
- 中学校
- 高等学校 全日制課程 普通科

## 沿革
- 1986年 - 鹿児島第一高等学校開校。
- 1996年 - 鹿児島第一中学校が設置される[1]。

## アクセス
- JR日豊本線 国分駅
- 加治木駅、隼人駅からスクールバスが走っている。但し、鹿児島市は走っていないため、鹿児島市内の生徒は国分駅の利用が一般的である。

## 主な系列校
- 横浜薬科大学
- 日本薬科大学
- 第一薬科大学
- 日本経済大学
- 福岡医療福祉大学
- 神戸医療福祉大学
- 第一工業大学
- 福岡こども短期大学
- 第一幼児教育短期大学
- 第一薬科大学付属高等学校
- 福岡第一高等学校
- リンデンホールスクール小学部
- リンデンホールスクール中高学部

## 主な出身者
- 西薗良太 - 自転車ロードレース選手
- 中西沙綾 - 鹿児島読売テレビアナウンサー
- KEEN - C&Kのメンバー